# Лютари
Лютари (укр. Лютарі) — село, входит в Богуславский район Киевской области Украины.
Население по переписи 2001 года составляло 127 человек. Почтовый индекс — 09713. Телефонный код — 4561. Занимает площадь 0,7 км². Код КОАТУУ — 3220686602.

## Местный совет
09710, Киевская обл., Богуславский р-н, с. Саварка